# King's Theatre (Édimbourg)
Pour les articles homonymes, voir Kings Theatre (Brooklyn).
Le King's Theatre d'Édimbourg, inauguré en 1906, est depuis plus d'un siècle l'un des principaux théâtres d'Écosse.

## Histoire
Le King's reste célèbre pour avoir appartenu à la société de production théâtrale écossaise Howard & Wyndham.
Il est l'œuvre de deux architectes, James Davidson pour le bâtiment extérieur, J.D. Swanston pour l'intérieur.